# Nirvana adelaideae
Nirvana adelaideae är en insektsart som beskrevs av Evans 1938. Nirvana adelaideae ingår i släktet Nirvana och familjen dvärgstritar. Inga underarter finns listade i Catalogue of Life.